# Richtung
Die Richtung ist die Bewegung hin zu einem Ort, Objekt, Subjekt oder Ziel.

## Allgemeines
Der Duden versteht unter Richtung die „(gerade) Linie der Bewegung auf ein bestimmtes Ziel hin“ oder den bestimmten Bereich eines Denkens. Bei einer Reise soll die Richtung zum Reiseziel führen, beim Denken wird von der Denkrichtung gesprochen. Die Richtung kann abhängig von der aktuellen Bewegung oder dem eigenen Standort (z. B. links und rechts, oben, unten, geradeaus), in Bezug auf ein Objekt oder anderen Ort (z. B. in Richtung des Berges, in Richtung Hamburg) oder in Bezug auf die Erdachse (Norden, Osten, Süden, Westen) beschrieben werden.

## Ausprägungen
Physikalisch ist bei der Bewegungsrichtung insbesondere die Fahrtrichtung, Himmelsrichtung oder Windrichtung von Interesse; die Windrichtung wird nach der Himmelsrichtung bezeichnet, aus welcher der Wind kommt. Fahrtrichtung ist die Richtung, in die sich Fahrzeuge (Eisenbahnen, Fahrräder, Flugzeuge, Kraftfahrzeuge, Raumfahrzeuge, Schiffe, Seilbahnen, Straßenbahnen) fortbewegen. Bei schienengebundenen (Eisenbahnen, Straßenbahnen) oder kabelgebundenen (Oberleitungsbusse, Seilbahnen) Fahrzeugen ist die Fahrtrichtung vorbestimmt. Bei Flugzeugen wird von Flugrichtung gesprochen. Geräte, welche die Richtung anzeigen, heißen allgemein Richtungsanzeiger. 
In der Astronomie und Geografie spricht man von Himmelsrichtungen, bei genaueren Angaben vom Azimut (in Grad), gemessen von Norden im Uhrzeigersinn (Osten 90°, Süden 180° usw.), in der Navigation vom Kurs des Fahr- oder Flugzeugs. In der Geodäsie versteht man unter Richtung den am Horizontalkreis abgelesenen Wert, nachdem man mit dem Zielfernrohr eines Theodolits einen Punkt anvisiert hat. Ein Horizontalwinkel berechnet sich aus der Differenz zweier Richtungen (rechte minus linke Ablesung), d. h. die beiden Richtungen bilden die Schenkel eines Winkels.
Es kann sich abstrakt auch um eine Strömung innerhalb der Kunst allgemein (Kunstrichtung), speziell der Musik (Musikrichtung) oder Politik (politische Richtung) handeln.

## Straßenverkehrsrecht
Im Straßenverkehrsrecht ist das Wort Richtung ein Rechtsbegriff. Auf Fahrbahnen mit mehreren Fahrstreifen für eine Richtung dürfen gemäß § 7 Abs. 1 StVO Kraftfahrzeuge von dem Gebot möglichst weit rechts zu fahren (§ 2 Abs. 2 StVO) abweichen, wenn die Verkehrsdichte das rechtfertigt.

## Schiffs- und Flugverkehr
In der Luft- und Schifffahrt muss klar unterschieden werden, ob sich eine Richtungsangabe auf die aktuelle Richtung des Fahrzeugs bezieht (sogenannte Seitenpeilung, relative Richtung) oder absolut ist. Absolute Kurse sind Kompasskurse, die ausgehend von geografisch Nord angegeben werden. Da der Kompass nicht nach geografisch, sondern nach magnetisch Nord zeigt, muss der Kurs vorher korrigiert werden, indem man die Deklination sowie eine eventuelle Deviation einberechnet. Nach dieser Rechnung gibt z. B. der Skipper dem Rudergänger den Auftrag, den Kurs Null-fünf-Null zu fahren, womit dieser dann so lenkt, dass dieser neue Kurs am Steuerkompass abgelesen werden kann. Das Schiff zeigt dann mit seinem Bug in die gewünschte Richtung, gemessen an geografisch Nord. 
Neben dieser absoluten Richtungsangabe mit Kompasskurs gibt es verschiedene Möglichkeiten, eine relative Richtung anzugeben. Dies ist die (z. B. mit einer Peilscheibe oder dem Radar) ebenfalls in Grad gemessene Abweichung von der Steuerrichtung des Schiffs. Beides steht nicht immer zur Verfügung und ist in der Bedienung auch oft umständlich. Die große Genauigkeit einer Seitenpeilung in Grad ist zudem oft nicht erforderlich; es genügt, wenn der Ausguck meldet Hindernis Backbord voraus oder Boje Querab, also nur die ungefähre Richtung zum Objekt angegeben wird. Der Vorteil dieser Angaben ist zudem, dass sie nicht mit einer absoluten Richtungsangabe verwechselt werden können und daher fatale Missverständnisse zwischen Ausguck und Steuermann oder Navigator und Steuermann vermieden werden.
Als relative Richtungsangaben finden folgende seemännischen Bezeichnungen Verwendung: Voraus (vor dem Schiff), Achtern (hinter dem Schiff), an Backbord, an Steuerbord, querab. Gelegentlich werden Richtungen auch mit den Positionen auf einem gedachten Zifferblatt definiert. Auf 12 Uhr bedeutet dabei gerade voraus, auf 1 Uhr dann rechts/Steuerbord voraus etc.

### Schiffsverkehr
Die Seiten eines Schiffs in Fahrtrichtung rechts werden als Steuerbord und links als Backbord bezeichnet. Im Schiffsverkehr bestimmen die Kollisionsverhütungsregeln unter anderem, dass in der Dunkelheit Positionslichter zu zeigen sind, welche die Fahrtrichtung für einen Beobachter sowohl in Bezug auf die Bewegung von ihm weg als auch auf ihn zu und auch die Richtung quer zu ihm erkennbar gemacht werden muss.

### Flugverkehr
Bei der Flugnavigation ist zu berücksichtigen, dass der gewählte Kurs (der Winkel der Flugrichtung) und die gewählte Fluggeschwindigkeit durch den Einfluss des Windes beeinflusst werden. Er kann das Flugzeug von der geplanten Flugstrecke abbringen, wodurch sich sowohl die Flugrichtung als auch die Geschwindigkeit ändern. Dabei vermindert Gegenwind die Geschwindigkeit, Rückenwind erhöht sie. Richtungen werden stets von der Bezugsrichtung Norden aus im Uhrzeigersinn von 0° bis 360° gemessen.

## Sonstiges
In der Tontechnik wird das Richtungshören von Phantomschallquellen auf der Stereobasis zwischen den Lautsprechern und auch beim natürlichen Hören nicht mit Ortung, sondern mit Lokalisation bezeichnet. In der Medizin gibt es Lage- und Richtungsbezeichnungen.